# Habitatges al carrer del Fossar, 15-19 Rupit)
Els Habitatges al carrer del Fossar, 15-19 és un conjunt de Rupit i Pruit (Osona) que forma part de l'Inventari del Patrimoni Arquitectònic de Catalunya.

## Descripció
Cases de carrer, de construcció graonada, assentades damunt la roca i seguint el desnivell del terreny. Les dues primeres estan orientades a llevant i la tercera a migdia. Consten de planta baixa i dos pisos. A través d'una arcada que dona a sota del porxo de la primera s'accedeix a Can Monic, on el portal és rectangular i amb la llinda mig tapiada en la qual només es llegeix: --87.
A la número 17 el portal també és rectangular i té un sobrearc al damunt. El mateix passa a la casa número 19. A la número 17 s'hi obren dues galeries a la banda de migdia al nivell del primer i segon pis, construcció que es repeteix a la número 19 però només al segon pis. Estan construïdes amb pedra basta i per les obertures utilitzen carreus ben escairats.

## Història
La importància de les cases d'aquest carrer rau sobretot en la bellesa arquitectònica i la unitat dels edificis que la integren, tots ells construïts als segles xvii i XVIII i que han estat restaurats recentment amb molta fidelitat.
L'establiment de cavallers al Castell de Rupit als segles xii i xiii donaren un caire aristocràtic a la població, al segle xiv la demografia baixa considerablement. Al fogatge del segle xvi ja s'observa una certa recuperació i a partir del segle xvii comença a ser nucli important de població, ja que durant la guerra dels Segadors, al 1654, s'hi establiren molts francesos.